# Хайколя (озеро)
Хайколя (Гайколя, Гайколе) — пресноводное озеро на территории Юшкозерского сельского поселения Калевальского района Республики Карелии.

## Общие сведения
Площадь озера — 5,5 км², площадь водосборного бассейна — 609 км². Располагается на высоте 114,9 метров над уровнем моря.
Форма озера лопастная, продолговатая: оно вытянуто почти на шесть километров с северо-запада на юго-восток. Берега изрезанные, преимущественно каменисто-песчаные.
Через озеро протекает река Кепа, впадающая в озеро Кулянъярви, через которое протекает река Кемь. Также в залив в северо-западной части озера впадает река Луаштанги.
В озере не менее десятка безымянных островов различной площади. На крупнейшем из них, возле юго-восточной оконечности озера, располагается объект культурного наследия — старинная карельская деревня Хайколя.
К северо-востоку от озера проходит автодорога местного значения 86К-3 («Р21 Автомобильная дорога Р-21 „Кола“ — Калевала — Лонка»).
Код объекта в государственном водном реестре — 02020000911102000005933.